# توزیع احتمالی گسسته

تابع جرم احتمال توزیعی گسسته. احتمال وقوع هر یک از مقادیر ۱، ۳ و ۷ به ترتیب برابر با ۰.۲، ۰.۵ و ۰.۳ است. احتمال وقوع مجموعه‌ای که این سه مقدار عضو آن نباشد صفر است.

در آمار و احتمالات، به دسته‌ای از توزیع‌ها توزیع گسسته گویند که در آنها متغیر تصادفی تنها می‌تواند تعداد محدود یا تعداد شمارایی از مقادیر را اختیار کند. از توزیع های گسسته میتوان توزیع دوجمله ای، توزیع هندسی، توزیع فوق هندسی و توزیع پواسون را نام برد.